# Jacqueline Foster
Jacqueline Foster (født 30. december 1947) er siden 2009 britisk medlem af Europa-Parlamentet, valgt for Konservative Parti (UK) (indgår i parlamentsgruppen ECR).